# Portastudio
 (février 2017).
Si vous disposez d'ouvrages ou d'articles de référence ou si vous connaissez des sites web de qualité traitant du thème abordé ici, merci de compléter l'article en donnant les références utiles à sa vérifiabilité et en les liant à la section « Notes et références ».

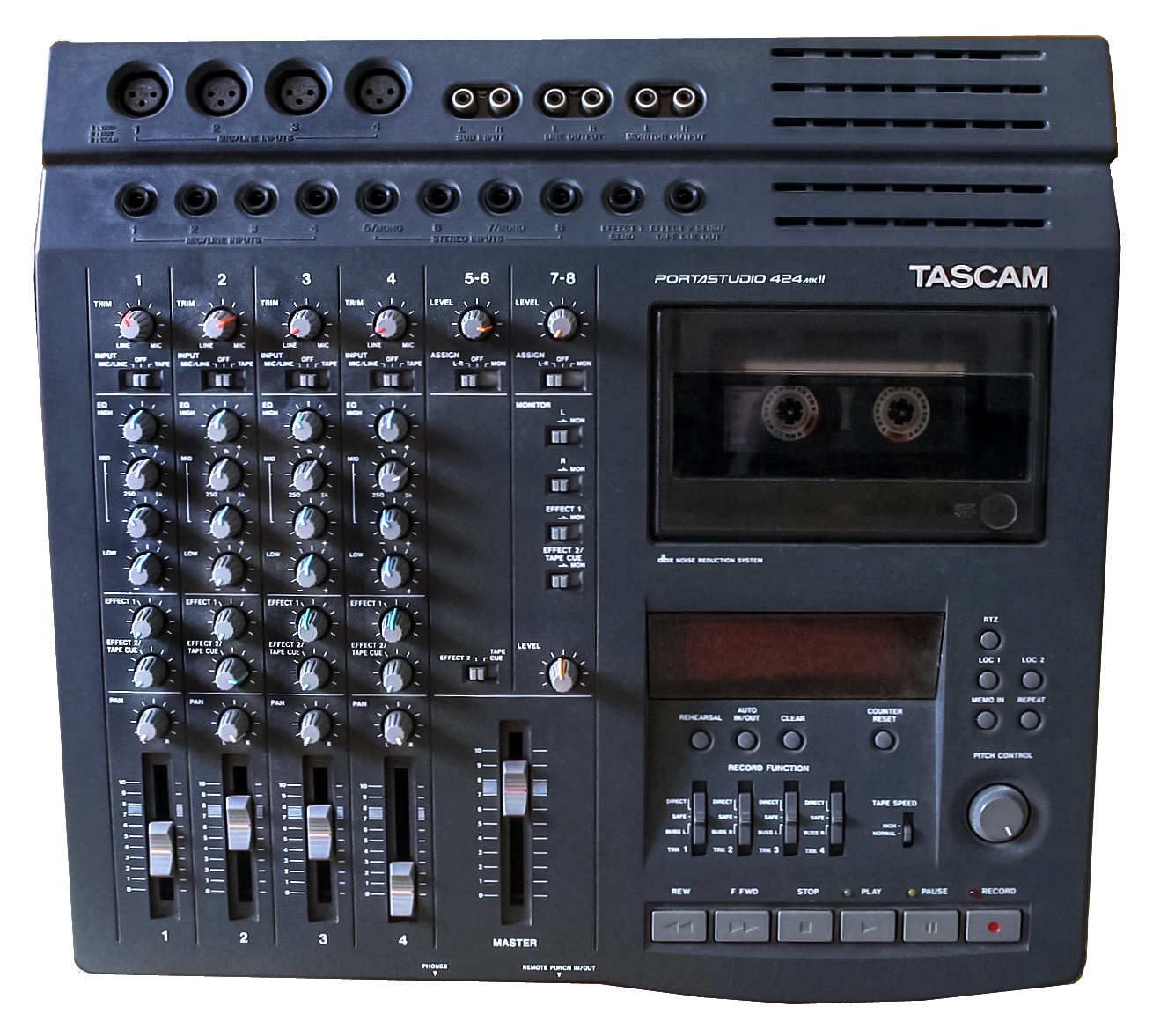
Tascam PortaStudio 424 MkII

Le TASCAM Portastudio fut le premier enregistreur à quatre pistes au monde basé sur une cassette audio compacte standard. Le terme portastudio est exclusif à TASCAM mais il est généralement utilisé pour décrire tous les enregistreurs multipistes autonomes à cassette destinés à la production musicale.
Le Portastudio 144 a fait ses débuts en 1979 (au prix d'environ 899 $ US, 1 200 $ CAN) et fut suivi par plusieurs autres modèles de TASCAM mais aussi par plusieurs autres fabricants.  Pour la première fois, il permettait aux musiciens d'enregistrer à plusieurs reprises plusieurs parties instrumentales et vocales sur les différentes pistes de l'enregistreur à quatre pistes et de mélanger ensuite toutes les parties ensemble, tout en les transférant sur un autre plateau stéréo standard à deux canaux (remix et mixage) pour former un enregistrement stéréo.
Ces machines ont été généralement utilisées par les artistes pour enregistrer des démos, bien qu'ils soient encore souvent utilisés dans l'enregistrement lo-fi (Low fidelity). Les analogostudios de TASCAM (une division de TEAC) et les unités similaires de Fostex, d'Akai, de Yamaha, de Sansui, de Marantz et d'autres sont généralement enregistrés sur des cassettes de haute polarisation. La plupart des machines étaient à quatre pistes, mais il y en existait avec six et huit pistes. Certains modèles ultérieurs numériques enregistrent sur minidisc ou disquette Zip puis sur un disque dur ou une carte mémoire, ce qui permet des effets numériques et jusqu'à 32 pistes audio.
Un modèle largement utilisé était le TASCAM 424 (en trois versions), qui offrait une grande flexibilité tout en restant peu coûteux à utiliser. Avant l'arrivée de l'enregistrement numérique, le Portastudio était un moyen abordable pour les groupes d'enregistrer des démos ou même des albums commerciaux.
La limitation à 4 pistes pouvait être contournée par l'utilisation de "bounce" ou "ping-pong", qui consiste à enregistrer sur une piste libre un mixage de deux ou trois pistes préalablement enregistrées sur la même cassette, éventuellement agrémentées d'une nouvelle prise en direct. Il était ainsi possible de libérer des pistes pour de nouveaux instruments, et de répéter l'opération. Toutefois la perte de qualité à chaque recopie était substantielle (distorsion, perte d'aigus), et il était souhaitable d'y recourir le moins possible.

## Usages
- Guided By Voices a enregistré une grande partie de ses chansons d'époque classique sur un Tascam 4-track.
- The Jesus and Mary Chain a probablement utilisé un TASCAM Portastudio pour enregistrer leurs premières démos envoyées à Bobby Gillespie et Alan McGee.
- La première version de Primus Suck on This, une compilation de plusieurs spectacles en direct, a été entièrement enregistrée sur un Portastudio de huit pistes TASCAM quart de pouce.
- John Frusciante a enregistré ses deux premiers albums solo Niandra Lades and usually just a T-Shirt et Smile From The Streets sur un Portastudio 424 (source: VPRO 94 interview).
- Bruce Springsteen a enregistré son album Nebraska sur un Portastudio 144.
- Le poète et musicien soviétique Viktor Tsoi, chef de bande du groupe de rock soviétique Kino, enregistre des démos de la fin des années 1980 au début des années 1990 pour leurs principaux albums sur un magnétophone Portastudio. Quelques-uns de ces albums sont Gruppa krovi (Type de sang), Zvezda po imeni Solntse (L'étoile a appelé Soleil) et Chyorny albom (L'album noir) en couple avec une machine à tambour.
- Travis Meeks (en) de Days of the New (en)' a enregistré "Cling" sur un TASCAM quatre pistes dans ses sessions menant à son premier album.
- John Vanderslice (en), un amateur d'enregistrement analogique, a fait de Life and Death un American Fourtracker, un album conceptuel sur l'enregistrement à domicile, incluant la chanson "Me and My 424".
- Alan Wilder a enregistré son premier album solo 1 + 2, sous le surnom Recoil, sur un Portastudio à quatre pistes.
- Ween a enregistré leur deuxième album, The Pod, sur un Tascam quatre pistes.
- "Weird Al" Yankovic a enregistré la moitié des chansons de son premier album avec un Portastudio dans son garage de batteur avant de s'inscrire pour un studio approprié.
- Le premier album de Wu-Tang Clan, Enter the Wu-Tang (36 Chambers), a été mixé sur un Portastudio 244.
- Le premier album d'Iron & Wine paru en 2002, The Creek Drank the Cradle, a été enregistré sur un magnétophone à quatre pistes.
- Madlib a enregistré son premier album comme Quasimoto, The Unseen, sur un TASCAM Portastudio.
- Portastatic (en) a été nommé d'après le Portastudio Mac McCaughan utilisé pour enregistrer les chansons qui est devenu son premier album.
- Les Dixie Bee-Liners ont enregistré leur single de Noël, Santa Wants A Whisky, sur un TASCAM 788.
- Nik Kershaw a enregistré les démos dans son album, Human Racing, sur un Portastudio.
- Clive Gregson et Christine Collister ont enregistré leur album de 1987 Home And Away sur un TASCAM (dénommé «TEAC» dans les notes de manchon d'album) 244 Portastudio.

## Livres
Using Your Portable Studio de Peter McIan (1996, Amsco Publications)